# Bombora
Bombora est une localité située dans le département de Banfora de la province de la Comoé dans la région des Cascades au Burkina Faso.
En 2019, le dernier recensement général comptabilisait 1 662 habitants

## Santé et éducation
Le village possède deux écoles primaires publiques, l'une dans le bourg, l'autre à Tamgnana. 